# Михаил Ходорковски
Михаил Борисович Ходорковски (на руски: Михаи́л Бори́сович Ходорко́вский) е руски предприемач и общественик.

## Биография. Ранни години
Роден е на 26 юни 1963 г. в Москва в семейството на Борис Мойсеевич и Марина Филиповна. Завършва Химикотехнологичния институт „Д. И. Менделеев“ в Москва през 1986 г. в инженерен факултет.
Работи на различни места още от ученическите си години. През ваканциите, от временни дейности, заработва парични средства, с които си помага в ежедневните разходи.

## Бизнес
На 24-годишна възраст основава, въз основа на комсомолски клуб за техническо и научно творчество, Център за междуотраслови научно-технически програми (МЕНАТЕП).
На 29 години вече е председател на Инвестиционния фонд за съдействие на горивно-енергийната промишленост, става заместник-министър и съветник на министър-председателя на Русия. През 1998 – 1999 г. е и член на Колегиума на Министерството на горивата и енергетиката.

## Присъда и затвор
През 2003 г. е арестуван. Съдът признава Ходорковски за виновен по 6 текста от Наказателния кодекс, включително за укриване на данъци, фалшифициране на документи, злоупотреба с доверие, разхищаване на средства чрез мошеничество, неизпълнение на съдебни решения и други. Осъден е на 9 години затвор.
Престоят му в следствения изолатор в Москва е продължителен. През 2010 г. арестантът с произнесена присъда и следствен по друго дела за незаконна продажба на петрол обявява гладна стачка. Повод е промяна в законодателството, от която опитва да се възползва.

## Дейност след 2013 г.
През декември 2013 г. Путин издава указ за помилване и Ходорковски е освободен. Веднага напуска Русия. Живее последователно в Германия, Швейцария, Великобритания.
През февруари 2020 г. нидерландски апелативен съд потвърждава решение на международния Постоянен арбитражен съд от 2016 г., определящо компенсация за акционерите от компанията „Юкос“ на Михаил Ходорковски. Руското правителство заявява, че предприема обжалване на решението.

## Текст на заглавието
http://www.youtube.com/@khodorkovskyru/
http://www.youtube.com/@khodorkovskylive/